# Sarnowa
Sarnowa (deutsch Sarne, auch Sarnau, Sarn) ist ein Stadtteil der Stadt Rawicz (Rawitsch) im Powiat Rawicki in der polnischen Woiwodschaft Großpolen. Sarnowa besaß ab 1262/1407 bis zur Eingemeindung 1973 Stadtrechte. Der Stadtteil liegt etwa 4 km nordöstlich des Stadtzentrums von Rawicz.

## Geschichte

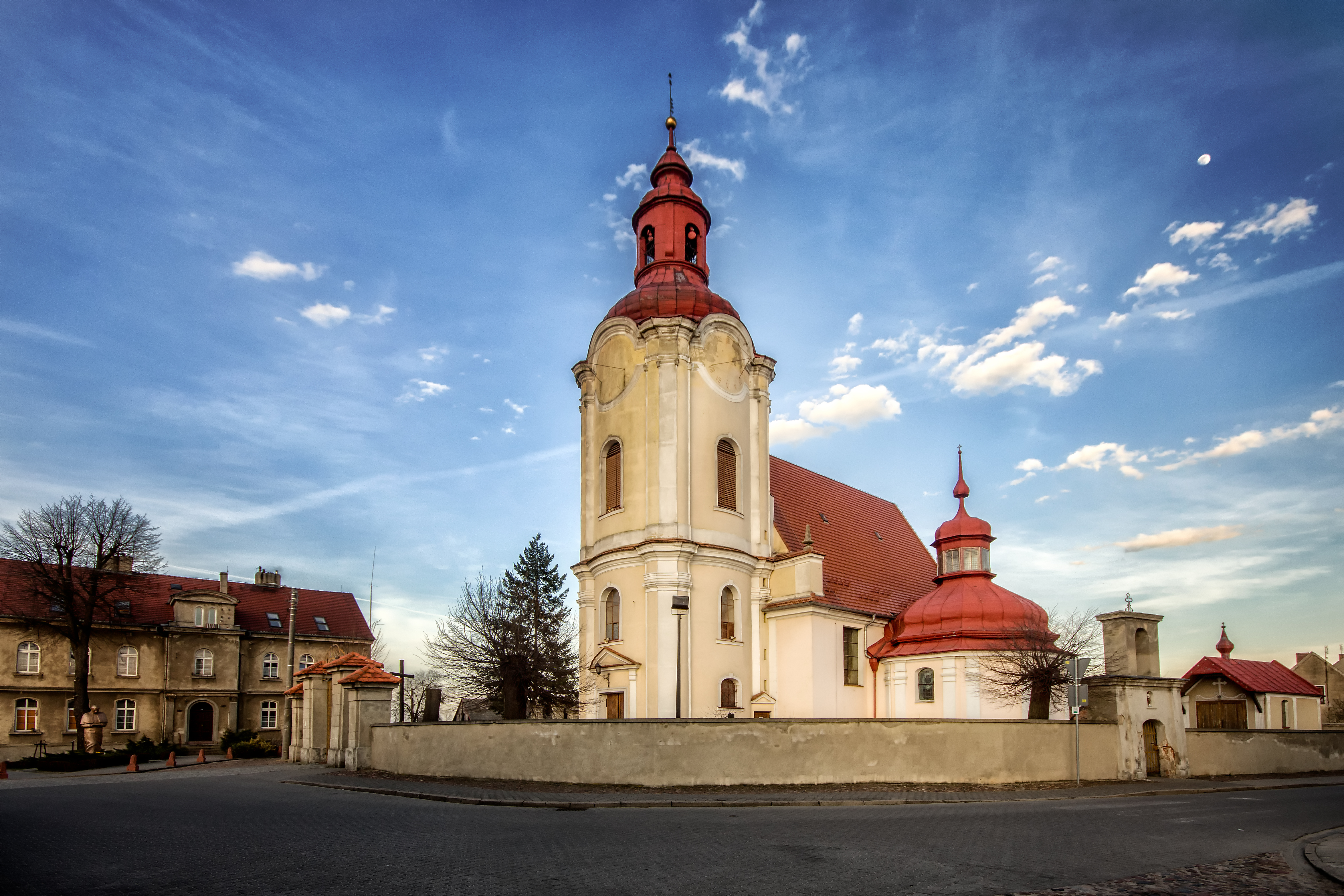
Katholische Pfarrkirche von Sarnowa (Sarne)

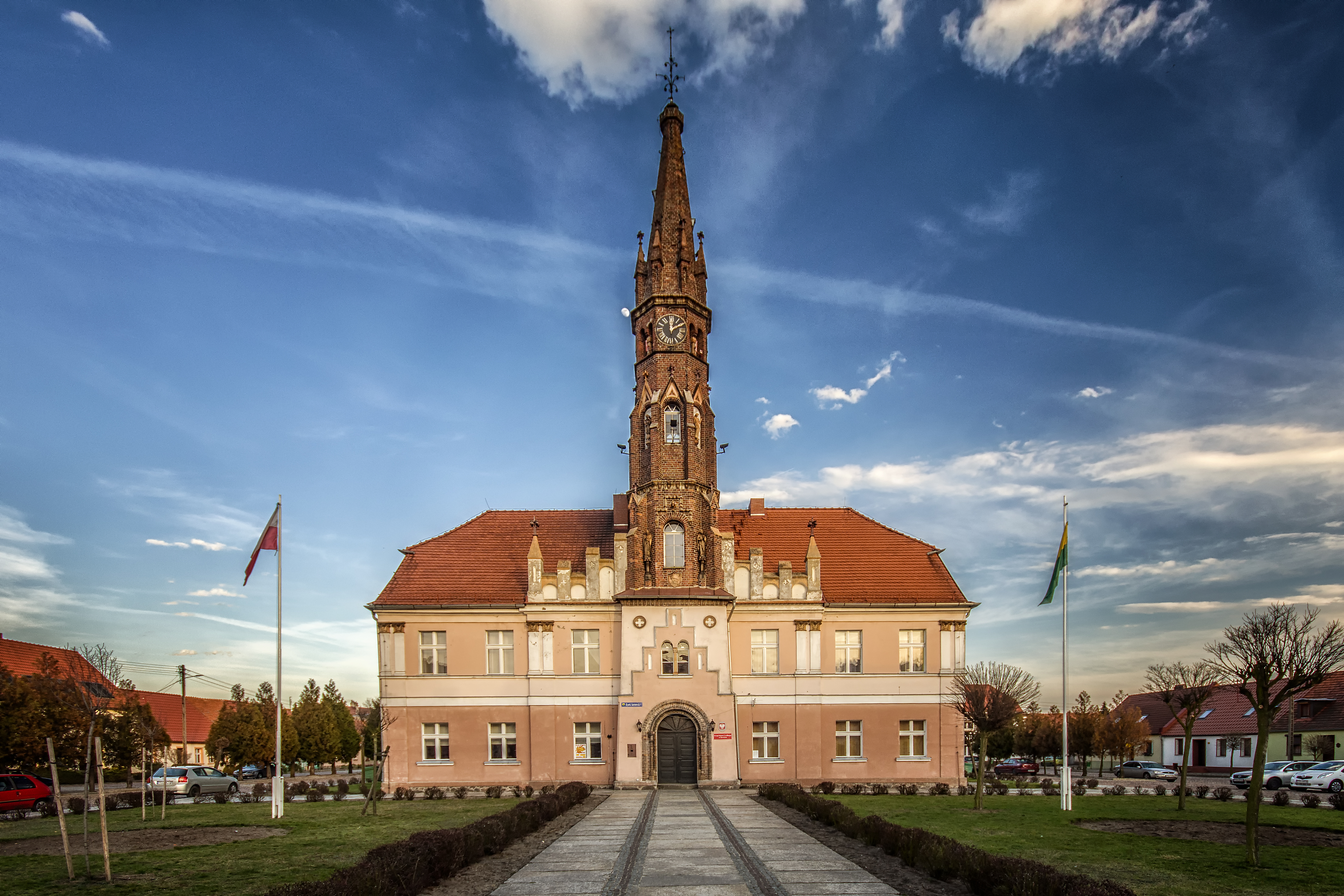
Ehemaliges Rathaus

Sarnowa wurde erstmals 1248 erwähnt. Als früheste Erwähnung von Sarnowa als Stadt gilt ein Dokument von 1262, ausgestellt von Bolesław VI., dem Herzog von Großpolen. In diesem wird die „Civitate nomine Sarnow“ 10 Jahre von allen öffentlichen Lasten befreit. Sarnowa wurde also bereits damals als Stadt (civitas) erwähnt. Als gesichertes Datum gilt aber erst 1407, als „Sarnowce“ auch Magdeburger Recht erhielt. Die Stadt war im 13. Jahrhundert im Besitz des schlesischen Klosters Trebnitz. Ab dem 15. Jahrhundert war es im Besitz eines Grundherrn. Vor allem im 17. Jahrhundert ließen sich protestantische Glaubensflüchtlinge in der Stadt nieder.
Sarne kam im Zuge der Zweiten Teilung Polens 1793 als Teil der Provinz Südpreußen zum Königreich Preußen. Nach einer kurzen Zugehörigkeit zum Herzogtum Warschau von 1807 bis 1815 kam die Stadt als Teil des Großherzogtums Posen (Provinz Posen) erneut zu Preußen. Sarne gehörte dort bis 1887 zum Kreis Kröben und danach zum neugebildeten Kreis Rawitsch.
Im Zuge des Großpolnischen Aufstands 1848 und der geplanten Teilung der Provinz in einen deutschen und einen polnischen Teil verlangten die Bürger der Städte Rawitsch und Sarne den Anschluss an Schlesien und somit an den Deutschen Bund.
Nach dem Ersten Weltkrieg wurden Teile des Kreises Rawitsch im Großpolnischen Aufstand 1918–1919 von polnischen Freischärlern besetzt. Der Großteil des deutsch besiedelten Kreisgebiets, darunter auch Rawitsch und Sarne, blieb unter deutscher Kontrolle. Im Versailler Vertrag musste allerdings bis auf die Landgemeinde Schlemsdorf (Szmezdrowo) der gesamte Kreis Rawitsch an Polen abgetreten werden. Die Räumung und Übergabe erfolgte zwischen dem 17. Januar und dem 4. Februar 1920. Aus dem Kreis Rawitsch wurde der polnische Powiat Rawicki.
In der Zwischenkriegszeit erfolgte eine starke Abwanderung der Bevölkerung ins Deutsche Reich. Nachdem Sarne 1939 zu Beginn des Zweiten Weltkriegs von der Wehrmacht erobert wurde, wurde der Ort dem Landkreis Rawitsch im neugebildeten Reichsgau Wartheland angeschlossen. Im Frühjahr 1945 besetzte die Rote Armee die Region. In der Folgezeit wurden die verbliebenen deutschen Bewohner von der örtlichen polnischen Verwaltungsbehörde aus Sarne vertrieben.
1973 wurde Sarnowa nach Rawicz eingemeindet.

## Bevölkerungsentwicklung
| Jahr         | Einwohner | Anmerkungen                                                                            |
| ------------ | --------- | -------------------------------------------------------------------------------------- |
| Ende 18. Jh. | 1.285     | 191 Wohnhäuser, 1 kath. u. 1. evang. Kirche, 88 Juden, ein Teil polnisch               |
| 1816         | 1.340     | [ 2 ]                                                                                  |
| 1819         | 1.442     | 1 lutherische u. 1. katholische Kirche, 310 Häuser, viele Leineweber und mehrere Juden |
| 1837         | 1.550     | [ 2 ]                                                                                  |
| 1843         | 1.590     | [ 2 ]                                                                                  |
| 1858         | 1.676     | [ 2 ]                                                                                  |
| 1861         | 1.714     | [ 2 ]                                                                                  |
| 1885         | 1.822     | davon 978 Katholiken, 825 Evangelische und 19 Juden in 201 Wohngebäuden                |
| 1905         | 1.321     | davon 718 Katholiken, 593 Evangelische und 10 Juden (220 Polen, 1 Tscheche)            |

## Sehenswürdigkeiten
- Katholische Pfarrkirche St. Andreas – Ein im Kern spätgotischer Ziegelbau, welcher in der ersten Hälfte des 18. Jahrhunderts barock umgestaltet und mit einem Turm versehen wurde.[6]
- Ehemaliges Rathaus von 1837, welches 1870 vergrößert und mit einem neugotischen Turm versehen wurde – heute eine Bibliothek